# Tržaška cesta
Tržaška cesta (deutsch: Triester Straße) ist der Name einer der längsten und ältesten Straßen in Ljubljana, der Hauptstadt Sloweniens.

## Geschichte
Die Route der Triester Straße ist seit der Antike in Gebrauch, als die Verbindung zwischen Emona und Nauportus entlang des innerstädtischen Teils der Straße verlief. Die erste Erwähnung der nach dem Zielort Triest benannten Straße stammt aus dem Jahr 1787, als sie als Triesterstraße (oder Teržaška cesta) in der Vorstadt Gradišče erwähnt wurde. Sie umfasste damals die heutige Rimska cesta und den Beginn der heutigen Triža-Straße.
1877 wurde ein Teil der Tržaška cesta umbenannt in Rimska cesta /  Römerstraße. 1892 wurde der Teil der Tržaška cesta neben dem Theater in Gledališka cesta / Theaterstraße umbenannt.

## Lage
Die Straße beginnt in der Altstadt von Ljubljana an der Kreuzung mit Aškerčeva cesta und Bleiweisova cesta und endet nach etwa 8 km an der westlichen Stadtgrenze mit Übergang in die Vrhniška cesta in der Ortschaft Vrhnika.

## Abzweigende Straßen
Von Ost nach West münden folgende Querstraßen in die Triesterstraße ein (jeweils erster Name von Norden, zweiter Name von Süden): Tobačna, und Lepi pot; Oražnova und Langusova; Glinška und Hajdrihova; Jamova von Süden; Idrijska und Postojnska von Norden; Šestova und Jadranska; Bobenčkova und Vrhovnikova; Čampova von Süden;  Kogojeva von Norden; Ločnikarjeva von Süden; Gregorinova von Norden; Zavetiška von Süden; Viška von Norden; Tbilijska von Süden, Pot Rdečega von Norden;  Dolgi most und Cesta v Gorice; Ribičičeva und Ivana Roba; Divjakova, Čučkova, Lily Novy, Borca Petra, Erbezhnikova und Hacetova von Norden; Miroslava Turka von Süden; Ravnikova von Norden; Gorjupoca und Gmajnice; Kosančeva von Norden; na Ključ und Pirnatova; Slodnjakova von Norden; Skopčeva von Süden;  Dvojna und Mikuševa, Kapalniška und Pot terencev; Remškarjeva und V Radno, von Norden; Podpeška von Süden; Brezna Pot und  Malovaška; Gornja Pot, Brezoviška und Drobtinška Pot von Norden.

## Bauwerke
Die wichtigsten Bauwerke entlang der Straße sind:
- Stadtverwaltung Ljubljana,
- Gebäude der ehemaligen Tabakfabrik,
- Straßendirektion der Republik Slowenien,
- Ministerium für öffentliche Verwaltung[4],
- Fakultät für Computer- und Informationswissenschaft der Universität,
- Fakultät für Elektrotechnik der Universität,
- Vič-Gymnasium,
- Kirche St. Antonius von Padua,
- Dolgi most (Lange Brücke) mit Auffahrt auf die Autobahn